# 葛利斯317
葛利澤317（Gliese 317）是一個距離地球約50光年的紅矮星，位於羅盤座。2011年確認該恆星旁有兩顆系外行星。測光校正和紅外線光譜量測指出該恆星和太陽相較之下有大量重元素。

## 行星系統
2007年宣布有一顆氣體巨行星（格利泽317b）環繞該恆星。該行星距離母恆星相當於日地距離的95%。但因為母恆星是低質量的紅矮星，軌道週期是1.9年。葛利澤317進一步的天體測量將它和地球之間的距離修正為15.3秒差距，比原先量測距離多了65%。使用質量光度關係校正後，新的距離顯示該恆星和它的行星候選天體的質量較原本量測值高。相同的天文測量也更進一步限制行星軌道傾角範圍，並且該行星質量上限是木星質量2.5倍（98%信心水準）。
系統中的第二顆行星是由附加的新的徑向速度量測發現，但是葛利澤317c的軌道週期（超過2000日）和軌道參數至今仍不明。對這個假定系統的穩定性分析顯示，這兩顆系外型星必須在比例4:1的軌道共振狀態下才會處於穩定狀態。
| 成員 (依恆星距離) | 质量            | 半長軸 (AU) | 轨道周期 (天) | 離心率      | 傾角 | 半径 |
| ----------------- | --------------- | ----------- | ------------- | ----------- | ---- | ---- |
| b                 | >1.81 ± 0.05 MJ | 1.148       | 692.0 ± 2     | 0.11 ± 0.05 | —    | —    |
| c (未确认)        | ~2.0 MJ         | ~10-40      | >10 000       | unknown     |      |      |

## 外部連結
- . The Extrasolar Planet Encyclopedia.   [2008-08-09]. （原始内容存档于2012-05-05）.
- Extrasolar Planet Interactions （页面存档备份，存于） by Rory Barnes & Richard Greenberg, Lunar and Planetary Lab, University of Arizona